# Francillon
Francillon is een gemeente in het Franse departement Indre (regio Centre-Val de Loire) en telt 70 inwoners (2009). De plaats maakt deel uit van het arrondissement Châteauroux.

## Geografie
De oppervlakte van Francillon bedraagt 10,5 km², de bevolkingsdichtheid is dus 6,7 inwoners per km².
De onderstaande kaart toont de ligging van Francillon met de belangrijkste infrastructuur en aangrenzende gemeenten.

## Demografie
Onderstaande figuur toont het verloop van het inwonertal (bron: INSEE-tellingen).